# Cantone di Sauxillanges
Il Cantone di Sauxillanges era una divisione amministrativa dell'arrondissement di Issoire.
È stato soppresso a seguito della riforma complessiva dei cantoni del 2014, che è entrata in vigore con le elezioni dipartimentali del 2015.
Comprendeva i comuni di
- Bansat
- Brenat
- Chaméane
- Égliseneuve-des-Liards
- Parentignat
- Les Pradeaux
- Saint-Étienne-sur-Usson
- Saint-Genès-la-Tourette
- Saint-Jean-en-Val
- Saint-Martin-des-Plains
- Saint-Quentin-sur-Sauxillanges
- Saint-Rémy-de-Chargnat
- Sauxillanges
- Sugères
- Usson
- Varennes-sur-Usson
- Vernet-la-Varenne